# Zigarrenschiff

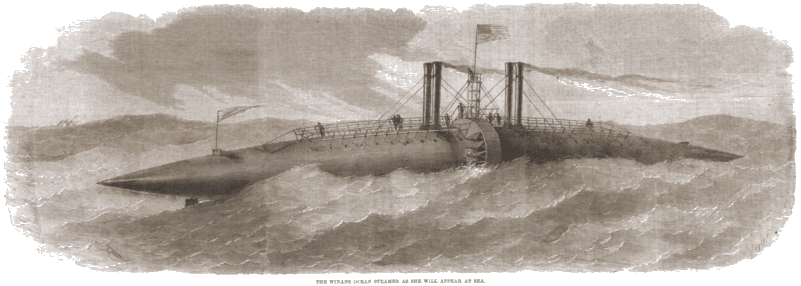
Ein Zigarrenschiff. Bild aus der Illustrated London News von 1858

Ein Zigarrenschiff war ein Schiff mit zigarrenförmigem Rumpf aus der Mitte des 19. Jahrhunderts. Die Brüder Ross und Thomas Winans bauten zwischen 1858 und 1866 mindestens vier dieser Schiffe als technische Experimente, die zwar große Aufmerksamkeit in den Medien hervorriefen, aber nie wirkliche Hochseefahrten unternahmen. Auch später hat sich diese Schiffsform nicht durchgesetzt.
Die Zigarrenschiffe sollten nach den Planungen unempfindlicher gegen Seegang sein als normale Schiffe. Durch die Rumpfform des Zigarrenschiffes entstand jedoch kein aufrichtendes Drehmoment, da der Formschwerpunkt des röhrenförmigen Rumpfes, egal in welche Lage ihn die Wellen drehen, im Zentrum der Röhre blieb. Das Schiff torkelte deshalb in den Wellen und war unbrauchbar. Auch der Antrieb mit einem einzigen großen Propeller stellte sich als wenig geeignet heraus.